# Троль (фільм, 2022)
«Троль» — норвезький фільм про чудовиська, режисер картини Роар Утеуг, сценарій розробив він разом з Еспеном Ауканом. У фільмі зіграли Іне Марі Вілманн, Кім Фальк, Мадс Сьоґорд Петтерсен, Гард Б. Ейдсволд, Пол Річард Лундербі та Ерік Воренхолт. «Троль» вийшов 1 грудня 2022 року на Netflix і отримав широке визнання критиків.

## Сюжет
Коли стародавній троль пробуджується в норвезькій горі, група героїв повинна зібратися разом, щоб спробувати зупинити його від смертельного хаосу.

## Актори
- Іне Марі Вільманн
- Кім Фальк
- Мадс Сьоґорд Петтерсен
- Гард Б. Ейдсволд
- Пол Річард Лундербі
- Ерік Воренхолт
- Хьюго Мікал Скор
- Кароліна Вікторія Слеттенг Гарванг
- Юсуф Туш Ібра
- Б'ярне Х'єлде
- Аннеке фон дер Ліппе
- Денніс Сторгой
- Фрідтьов Сохайм

## Прем'єра
Трейлер фільму було опубліковано Netflix на YouTube 2 листопада 2022 року, а фільм вийшов на Netflix 1 грудня 2022 року